# Asser van Nierop
Ahasverus Samuel (Asser) van Nierop (Hoorn, 24 januari 1813 - Amsterdam, 15 mei 1878) was een Nederlands politicus en Thorbeckiaans Tweede Kamerlid.
Van Nierop was een rechtsgeleerde die in de Tweede Kamer volgeling van Thorbecke was. In zijn tijd was hij een bekende Amsterdamse advocaat. In 1851 tot werd hij Tweede Kamerlid gekozen, maar na de Aprilbeweging van 1853 uitgevallen. Hij keerde in de periode 1864-1866 echter terug als afgevaardigde voor het district Haarlem. Nadien ondanks herhaalde pogingen niet gekozen. Verder was hij raadslid in de gemeente Amsterdam en Statenlid in de provincie Noord-Holland. Zette zich buiten de Kamer in voor de belangen van het Nederlands-Israëlitisch Kerkgenootschap.
Hij was de vader van Eerste Kamerlid Frederik Salomon van Nierop.

## Tweede Kamer
| Periode                                                                                                 |
| --- |
| 13-02-1849 t/m 19-08-1850 12-05-1852 t/m 19-09-1852 20-09-1852 t/m 25-04-1853 19-09-1864 t/m 30-09-1866 |